# 喜納昌春
喜納 昌春（きな まさはる、1947年6月10日 - ）は、日本の政治家。沖縄県議会議員（6期）、沖縄県議会議長、沖縄社会大衆党委員長などを務めた。沖縄県中頭郡西原町出身。

## 来歴
琉球大学卒業。1988年の第6回沖縄県議会議員選挙で中頭郡選挙区より立候補し初当選。以後、5期連続当選し2004年に沖縄社会大衆党（社大党）委員長に就任。同年の第20回参院選で民主党・社民党・共産党と共に野党共闘体制を構築し、社大党の副委員長・糸数慶子を無所属の野党統一候補として出馬、当選させた。2008年の第10回県議選においては県政の与野党を逆転させたものの自身は落選し、社大党も議席を減らす結果となったが委員長職を続投した。
2010年7月の第22回参院選において、民主党・社民党・社大党の統一候補として無所属での出馬が内定していたが、普天間基地移設問題に対する民主党の迷走もあり、同年5月9日になって立候補を断念した。その後、2010年8月の第74回定期党大会で委員長を退いた（後任は糸数慶子）。
2012年6月の第11回県議選に出馬、6期目の当選で県政に復帰。同月、与党の自由民主党、公明党と中道の改革の会から支持を受け、野党候補を破って県議会議長に就任した。自民党に支持を要請し、野党分断を招いたため、社大党から即日除名された。
2013年1月13日、那覇市において「自主・平和のためのチュチェ思想全国セミナー」(チュチェ思想研究会全国連絡会と金日成・金正日主義研究沖縄連絡会の主催)に参加。喜納はそこで、米軍基地の排除と沖縄を平和な島にするためと称している運動の状況を、参加者に報告した。
2016年6月の任期満了をもって県議を勇退。同年8月、西原町長選挙に立候補するも落選。